# (4288) Tokyotech
(4288) Tokyotech – planetoida z pasa głównego asteroid okrążająca Słońce w ciągu 4 lat i 95 dni w średniej odległości 2,63 j.a. Została odkryta 8 października 1989 roku w obserwatorium w Chiyoda przez Takuo Kojimę. Nazwa planetoidy pochodzi od założonego w 1881 roku Tokyo Institute of Technology, obecnie największej krajowej instytucji szkolnictwa wyższego w Japonii poświęconej nauce i technice. Przed nadaniem nazwy planetoida nosiła oznaczenie tymczasowe (4288) 1989 TQ1.